# Natalio Portillo
Natalio Portillo Herrera (Las Palmas, 15 de octubre de 1979) es un ex futbolista argentino nacionalizado peruano. Jugaba de delantero.

## Clubes
| Club                        | País      | Año         |
| --------------------------- | --------- | ----------- |
| Ferro Carril Oeste          | Argentina | 2000 - 2001 |
| Cortuluá                    | Colombia  | 2001        |
| Ferro Carril Oeste          | Argentina | 2001 - 2002 |
| Defensores de Cambaceres    | Argentina | 2002 - 2004 |
| Estudiantes-Grau            | Perú      | 2004        |
| Sport Áncash                | Perú      | 2005 - 2007 |
| Cienciano                   | Perú      | 2007 - 2008 |
| Atlético Minero             | Perú      | 2008        |
| Colegio Nacional de Iquitos | Perú      | 2009        |
| Sport Áncash                | Perú      | 2010 - 2011 |
| José Gálvez                 | Perú      | 2012        |
| Deportivo Municipal         | Perú      | 2013        |

## Palmarés
| Título                    | Club               | País      | Año  |
| ------------------------- | ------------------ | --------- | ---- |
| Primera "B" Metropolitana | Ferro Carril Oeste | Argentina | 2002 |

### Distinciones individuales
| Premio                                                                     | Año  |
| -------------------------------------------------------------------------- | ---- |
| Máximo goleador del Torneo Apertura (10 goles) - Primera División del Perú | 2006 |